# British Rail Class 800
Le British Rail Class 800 Intercity Express Train ou Azuma est un train bimode construit par Hitachi pour Great Western Railway et London North Eastern Railway. Il utilise la caténaire pour s'alimenter, mais peut aussi utiliser ses génératrices diesel pour circuler sur des voies non électrifiées. Ils sont basés sur les Hitachi A-train. Il a été produit entre 2014 et 2018.
Les trains ont été assemblés à l'usine Hitachi Newton Aycliffe, avec les chaudrons importés de l'usine de Kasado au Japon ; aucune chaudronnerie n'est faite sur le territoire britannique. Non seulement proches des Class 801, elles sont similaires aux Class 802, possédant une meilleure motorisation et de plus gros réservoirs.
Les Class 800 font partie du programme Intercity Express Programme (IEP) et sont dans la famille des Hitachi AT300,. Cependant, chaque opérateur a donné un nom commercial à ses propres engins, GWR les dénommant Intercity Express Train (IET) et LNER sous le nom Azuma,.

## Historique et design

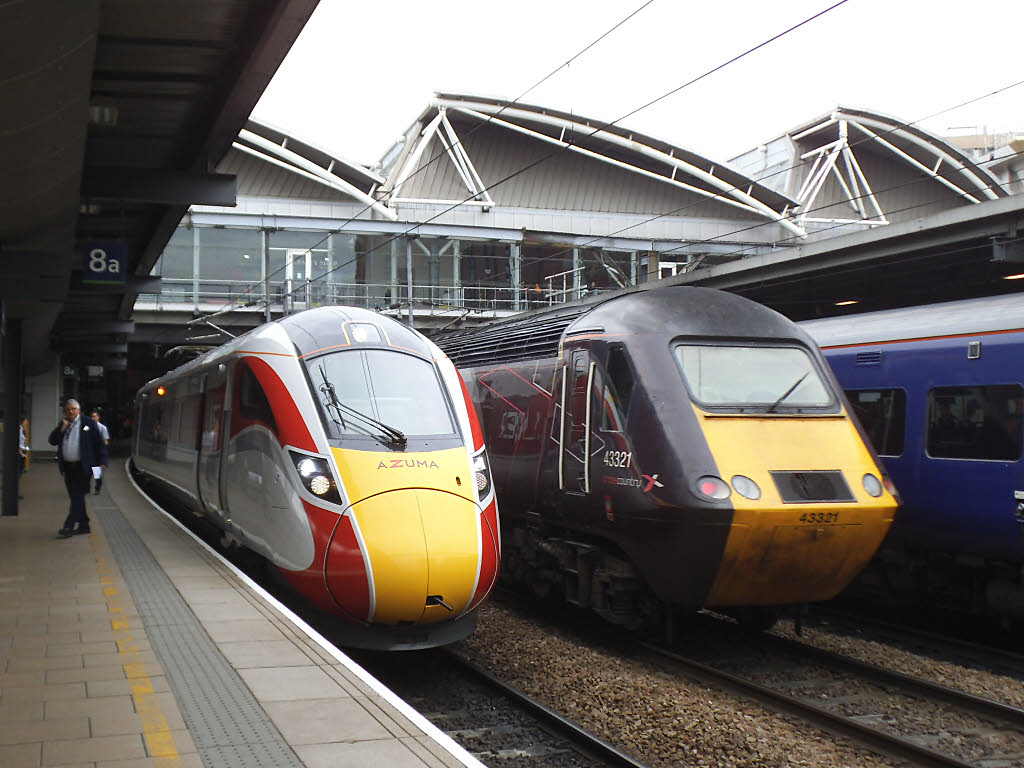
Classe 800 de LNER (à gauche) à côté d'un InterCity 125 de CrossCountry à Leeds.

Faisant partie du programme Intercity Express Programme (IEP), les Class 800 ont pour vocation de remplacer partiellement les InterCity 125 qui opéraient sur la Great Western Main Line (GWML) et l'East Coast Main Line (ECML) mais aussi les InterCity 225 circulant aussi sur cette dernière. Les Class 800 sont des engins bimodes à traction électrique apportée par la caténaire sur les lignes en possédant ou bien via des moteurs thermiques en dehors du réseau électrifié. Le changement de mode peut s'effectuer en roulant. Les engins de la Great Western Main Line, tous les engins peuvent être convertis en engins électriques uniquement en retirant les moteurs thermiques.
Les sous séries de la Class 800 peuvent circuler en EAS, même si la majorité circulent avec des contrôleurs, à l'exception des trains pour Oxford et Bedwin opérés par GWR, où les conducteurs ferment les portes via la rétrovision en cabine. Avec un contrôleur, le conducteur gère tout de même l'ouverture des portes, mais c'est le contrôleur qui ferme les portes. Le conducteur effectue tout de même un contrôle des portes avant le départ.

## Mise en service

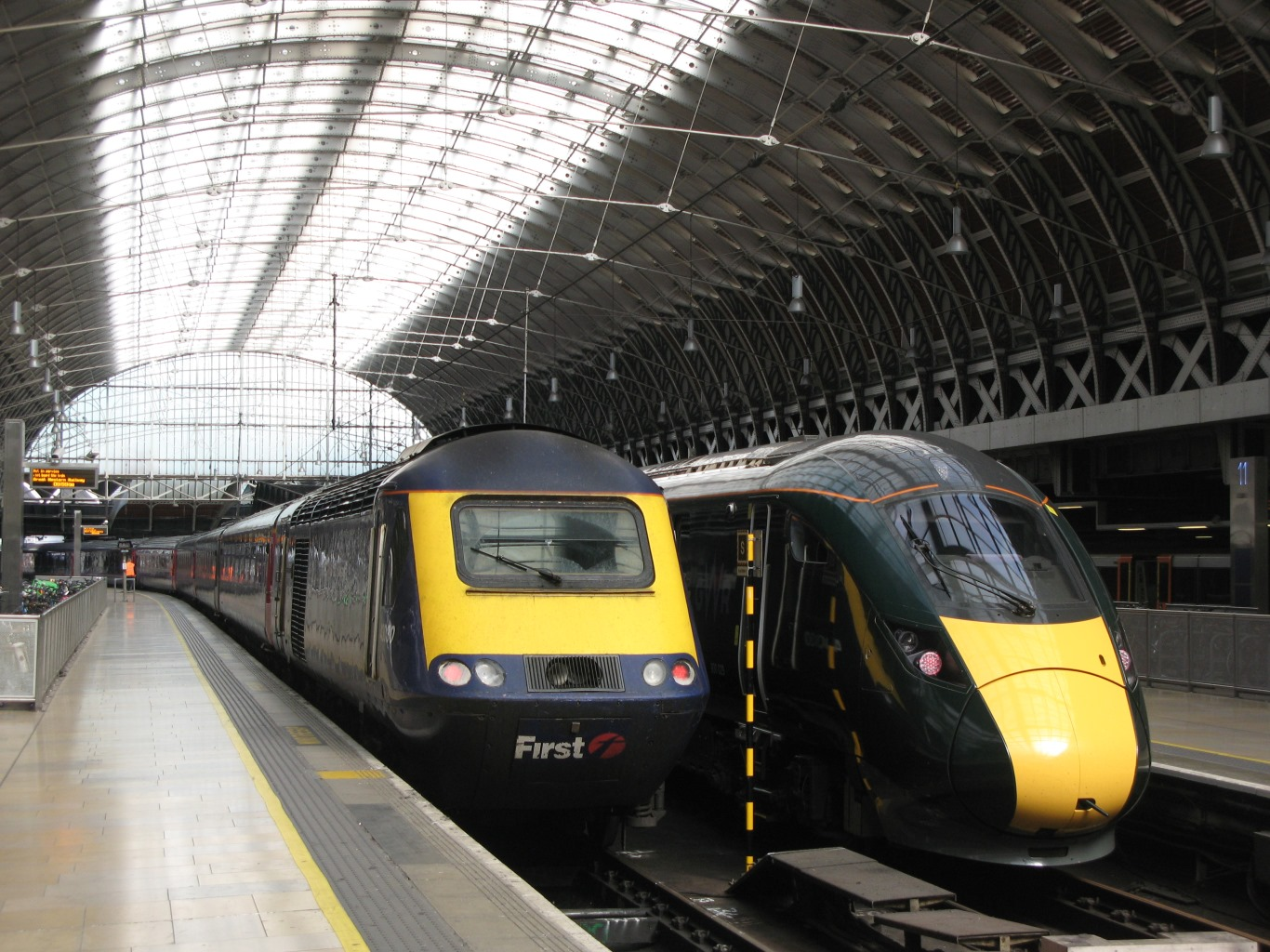
Class 800 de GWR (à droite) à côté de son prédécesseur l'Intercity 125 (à gauche) à Londres Paddington.

Les Class 800 sont entrées en service sur la Great Western Main Line le 16 octobre 2017, sous le nom Intercity Express Train (abrégé IET). Des problèmes de rodage se présentèrent sur le service inaugural, avec des retards et un bloc d'air conditionné fuyant dans une voiture. À la suite de ces problèmes, ceux-ci furent retirés du service pour une journée le 19 octobre et ont été remis en service le lendemain.
Les engins devaient également entrer en service en décembre 2018 sur l'East Coast Main Line,, avec London North Eastern Railway après que les trains de Virgin leur soient attribués par l’État, mais cela fut retardé à la suite de problèmes électromagnétiques, occasionnant des problèmes sur la signalisation et les équipements de voie.
La première Class 800 est entrée en service sur l'East Coast Main Line le 15 mai 2019, sous le nom Azuma assurant d'abord les services pour Leeds, Hull et Newark. Le premier service d'Édimbourg à King's Cross a circulé le 1er août 2019, sur le service Flying Scotsman.

## Chaîne de traction

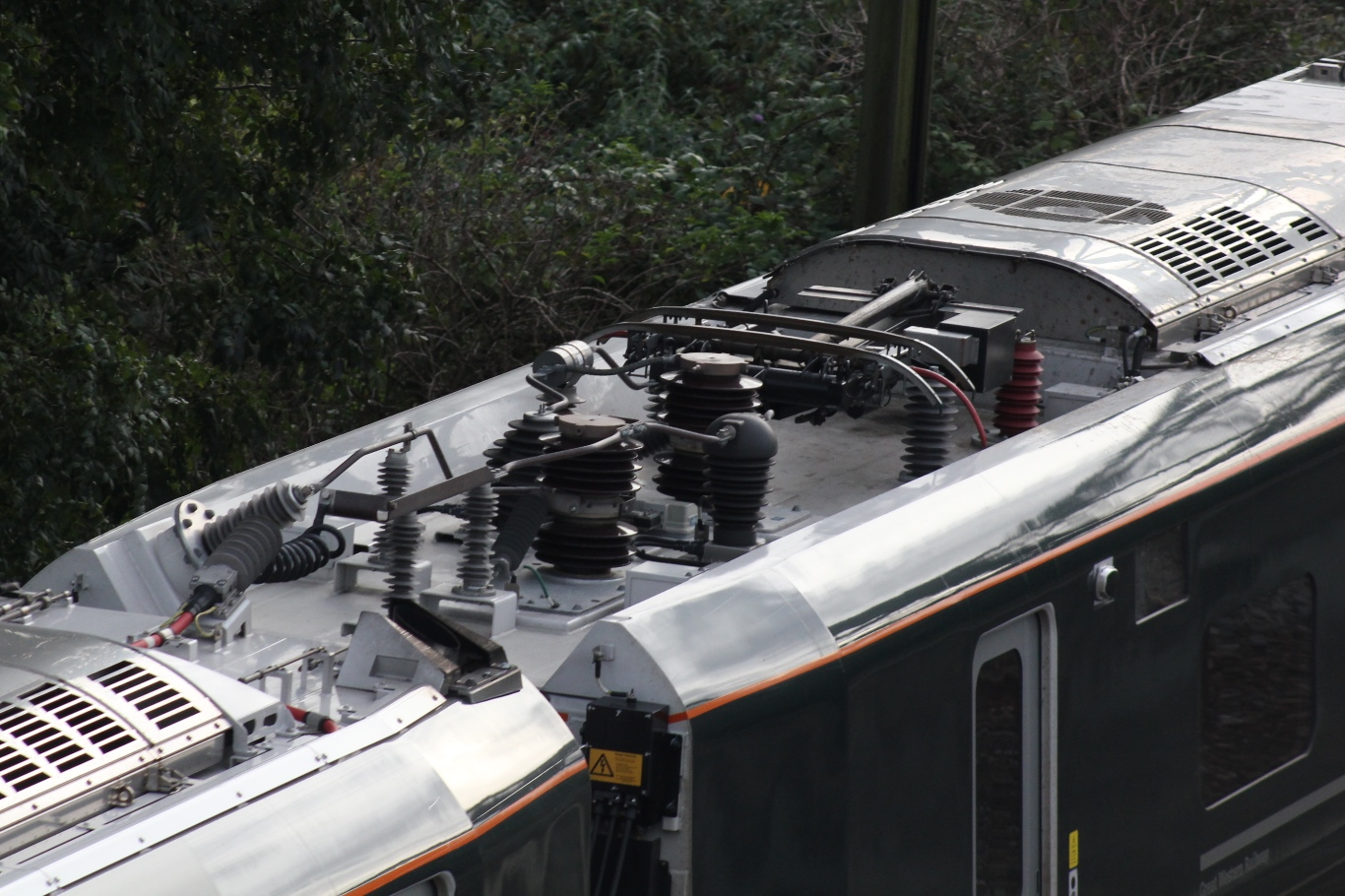
pantographe d'une class 800 abaissé.

Bien que sous le plancher, les génératrices sont des V12. Les class 801 en possèdent un pour un train allant de 5 à 9 voitures. Elles fournissent l'alimentation d'urgence pour une faible traction et alimenter les auxiliaires si la caténaire est en panne. Les Class 800 et 802 ont quant à elles trois génératrices pour des engins de 5 caisses et jusqu'à 5 pour les engins de 9 voitures. Les engins de 5 voitures ont leurs génératrices situées sous les voitures 2, 3, 4 et ceux de 9 voitures sous les 2, 3, 5, 7 et 8.
Selon le magazine Modern Railways (en), le faible espace pour les génératrices a tendance à les faire surchauffer. Indiquant qu'un jour d'été, « la moitié des engins ont eu leur moteur coupé à la suite de surchauffes ».

## Baptêmes

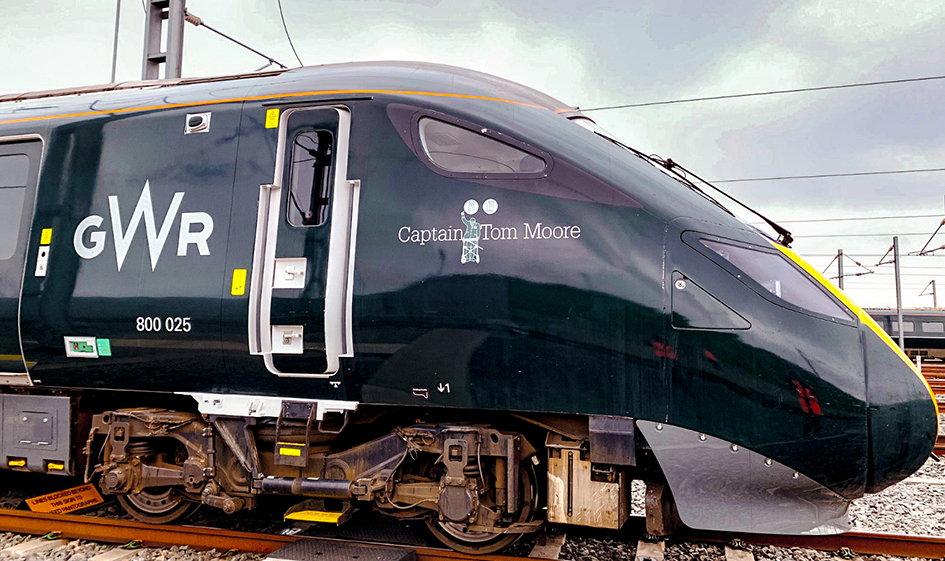
Captain Tom Moore sur la 800025

Les Intercity Express Trains de Great Western Railway sont inspirés de personnalités importantes des régions desservies.

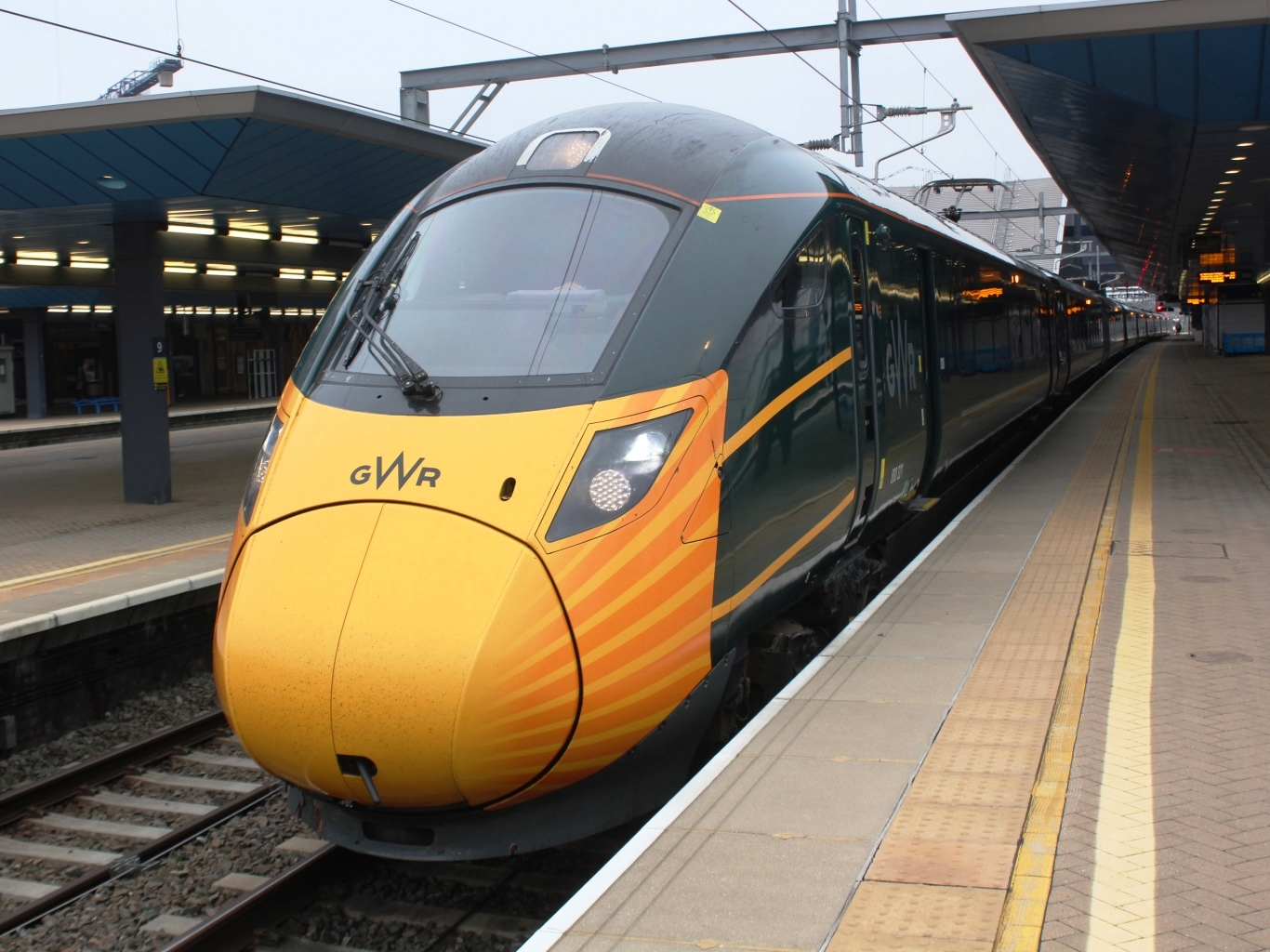
Livrée masquée.

| Engin  | Date              | Nom                                                                               |
| ------ | ----------------- | --------------------------------------------------------------------------------- |
| 800003 | 13 juin 2017      | Queen Elizabeth II / Queen Victoria                                               |
| 800004 | 30 juin 2016      | Isambard Kingdom Brunel / Sir Daniel Gooch                                        |
| 800008 | 7 juin 2018       | #trainbow                                                                         |
| 800009 | 7 mars 2018       | Sir Gareth Edwards / John Charles                                                 |
| 800010 | 10 janvier 2018   | Michael Bond / Paddington Bear                                                    |
| 800014 | 8 mars 2019       | Megan Lloyd George / Edith New                                                    |
| 800019 | 22 juin 2018      | Johnny Johnson / Joy Lofthouse                                                    |
| 800020 | 18 avril 2018     | Bob Woodward / Elizabeth Ralph                                                    |
| 800023 | 18 avril 2019     | Kathryn Osmond / Firefighter Fleur Lombard                                        |
| 800025 | 29 avril 2020     | Captain Tom Moore                                                                 |
| 800026 | 6 août 2018       | Don Cameron                                                                       |
| 800029 | 17 février 2022   | Christopher Dando / Evette Wakely                                                 |
| 800030 | 5 juillet 2021    | Lincoln Callaghan / Henry Cleary[réf. incomplète]                                 |
| 800031 | 25 août 2021      | Mazen Salmou / Charlotte Marsland                                                 |
| 800032 | 28 février 2022   | Iain Bugler / Sarah Williams-Martin                                               |
| 800033 | 4 mars 2022       | Emma Hurrell / Martin Heath                                                       |
| 800036 | 30 octobre 2020   | Dr Paul Stephenson                                                                |
| 800306 | 9 novembre 2018   | Harold Day DSC / Allan Leonard Lewis VC (Armistice Centenary Commemoration train) |
| 800310 | 7 mai 2021        | Wing Commander Ken Rees (Stalag Luft III)                                         |
| 800314 | 6 mars 2020       | Odette Hallowes                                                                   |
| 800317 | 28 septembre 2021 | Freya Bevan                                                                       |
| 800321 | 15 juin 2020      | 'The Mask'                                                                        |

London North Eastern Railway a pelliculé spécialement un de ses engins pour célébrer le lancement des Azuma vers l’Écosse. Il a circulé sur le premier service « Flying Scotsman » Azuma depuis Édimbourg le 1er aout 2019. Elle a également servi pour les lancements des liaisons vers Aberdeen et Inverness,.
| Engin  | Date          | Nom                                                   |
| ------ | ------------- | ----------------------------------------------------- |
| 800104 | 1er août 2019 | Celebrating Scotland (Our Official LNER Tartan train) |

## Flottes
Au total 80 rames ont été construites, dont 36 à 5 caisses et 21 à 9 caisses pour Great Western Railway, plus 10 à 5 caisses et 13 à 9 caisses pour London North Eastern Railway.
| Classe                               | Opérateur                    | Engins construits | Années de construction | Nombre de voitures | nos. d'engins |
| ------------------------------------ | ---------------------------- | ----------------- | ---------------------- | ------------------ | ------------- |
| Class 800/0 Intercity Express Train, | Great Western Railway        | 36                | 2014–2018              | 5                  | 800001–800036 |
| Class 800/1 Azuma,                   | London North Eastern Railway | 1                 | 2015                   | 9                  | 800101        |
| Class 800/1 Azuma,                   | London North Eastern Railway | 12                | 2018                   | 9                  | 800102-800113 |
| Class 800/2 Azuma,                   | London North Eastern Railway | 10                | 2018                   | 5                  | 800201–800210 |
| Class 800/3 Intercity Express Train  | Great Western Railway        | 21                | 2017-2018              | 9                  | 800301–800321 |

En mars 2016, Virgin Trains East Coast a annoncé que ses trains seraient sous le nom Azuma, traduit par Est en japonais. En juin 2016, GWR a annoncé que ses trains seraient quant à eux sous le nom Intercity Express Trains. Cependant, avec la faillite de Virgin Trains East Coast, ceux-ci ne pouvaient plus opérer les trains, qui entrèrent donc en service avec son successeur, London North Eastern Railway. Mais la marque Azuma a été conservée par LNER.
En juin 2016, à la suite des retards de l'électrification de la Great Western Main Line, les Class 801, à la base purement électriques, ont été équipées de moteurs thermiques. Ce qui leur a valu d'être renumérotées en Class 800/3. Les réservoirs de 1,35 m3 ont été remplacés par des réservoirs plus gros de 1,55 m3[pas clair].  
Le 30 juin 2016, le train d'essais de GWR (800004) a effectué un trajet entre Reading et Londres Paddington avec des personnalités publiques.
La Class 800003 de GWR a été nommée Reine Elizabeth II par la monarque en personne, lors d'une cérémonie à Paddington le 14 juin 2017. La reine est arrivée depuis Slough dans le train lors du 175e anniversaire de la liaison par une reine au pouvoir, effectuée par la Reine Victoria sur cette même route. Le nom est présenté sous la forme d'une décalcomanie, au lieu d'une traditionnelle plaque de métal ; le nom Reine Victoria étant apposé sur l'autre extrémité de l'engin.
Le 10 janvier 2018, la 800010 a été baptisée Michael Bond lors d'une cérémonie à Paddington en présence de sa fille, Karen Jankel. Cela coïncidait avec les 60 ans des séries de l'Ours Paddington, représenté par le nom de l'ours sur l'autre bout de la rame.
Le 1er mai 2021, la 800025 Captain Sir Tom Moore, est arrivée à London Paddington, après avoir effectué le record de 100 arrêts en 40 heures, en mémoire du Capitaine Tom. Le train a été accueilli sous les applaudissements.

## Interieurs

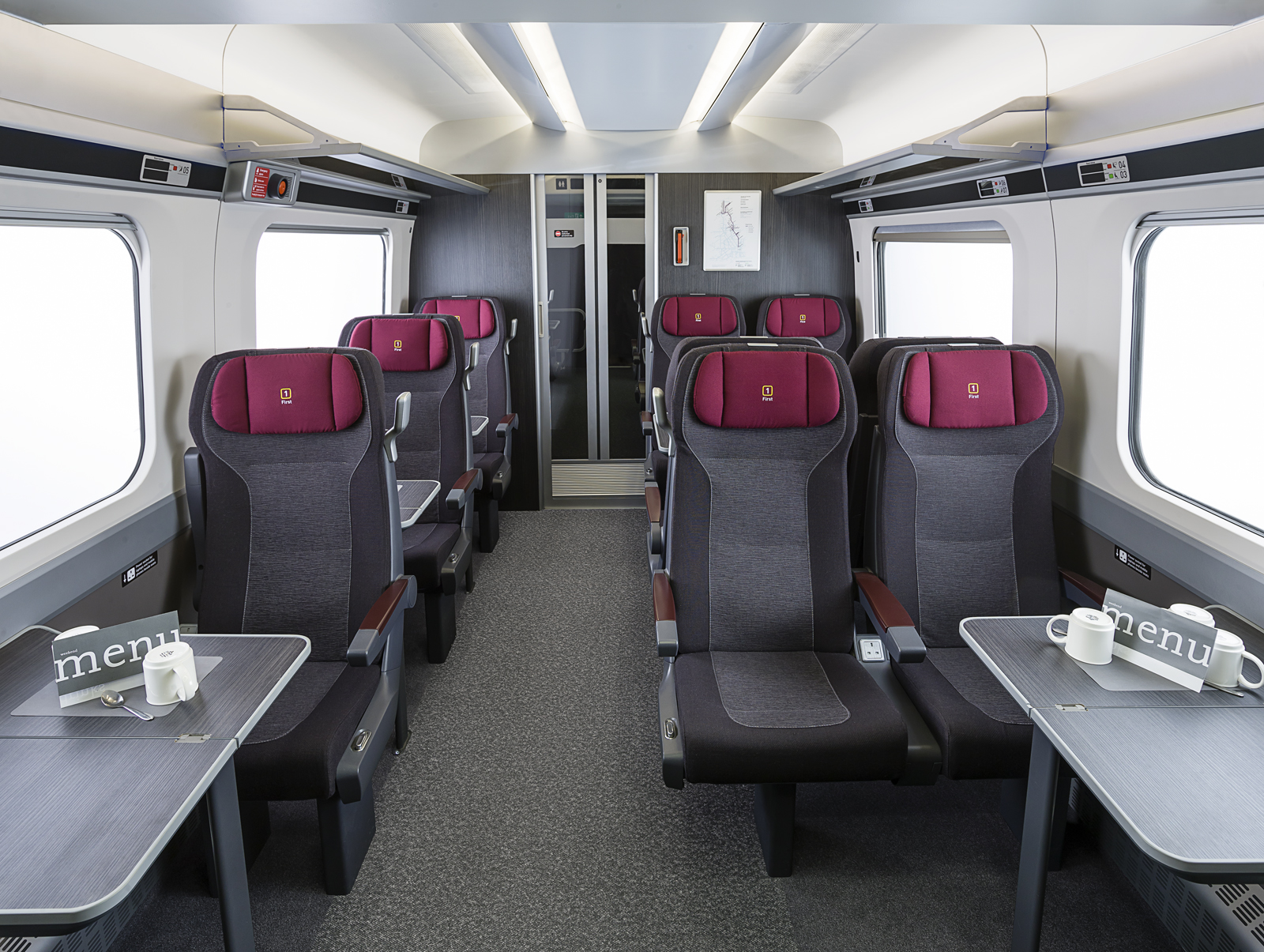
Aménagement première classe de 2014.
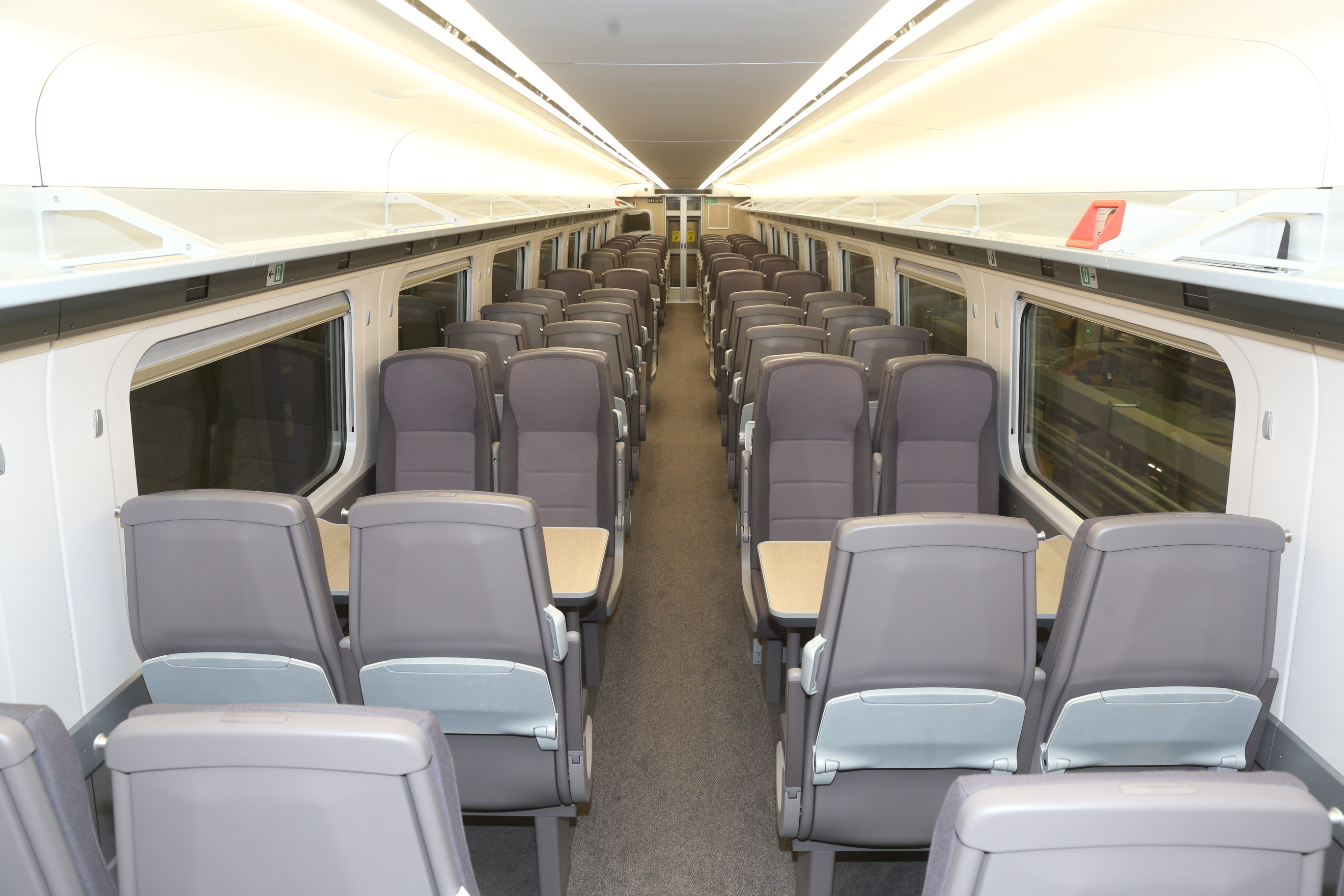
Aménagement standard dans la 800002 avant de recevoir les couleurs de GWR.
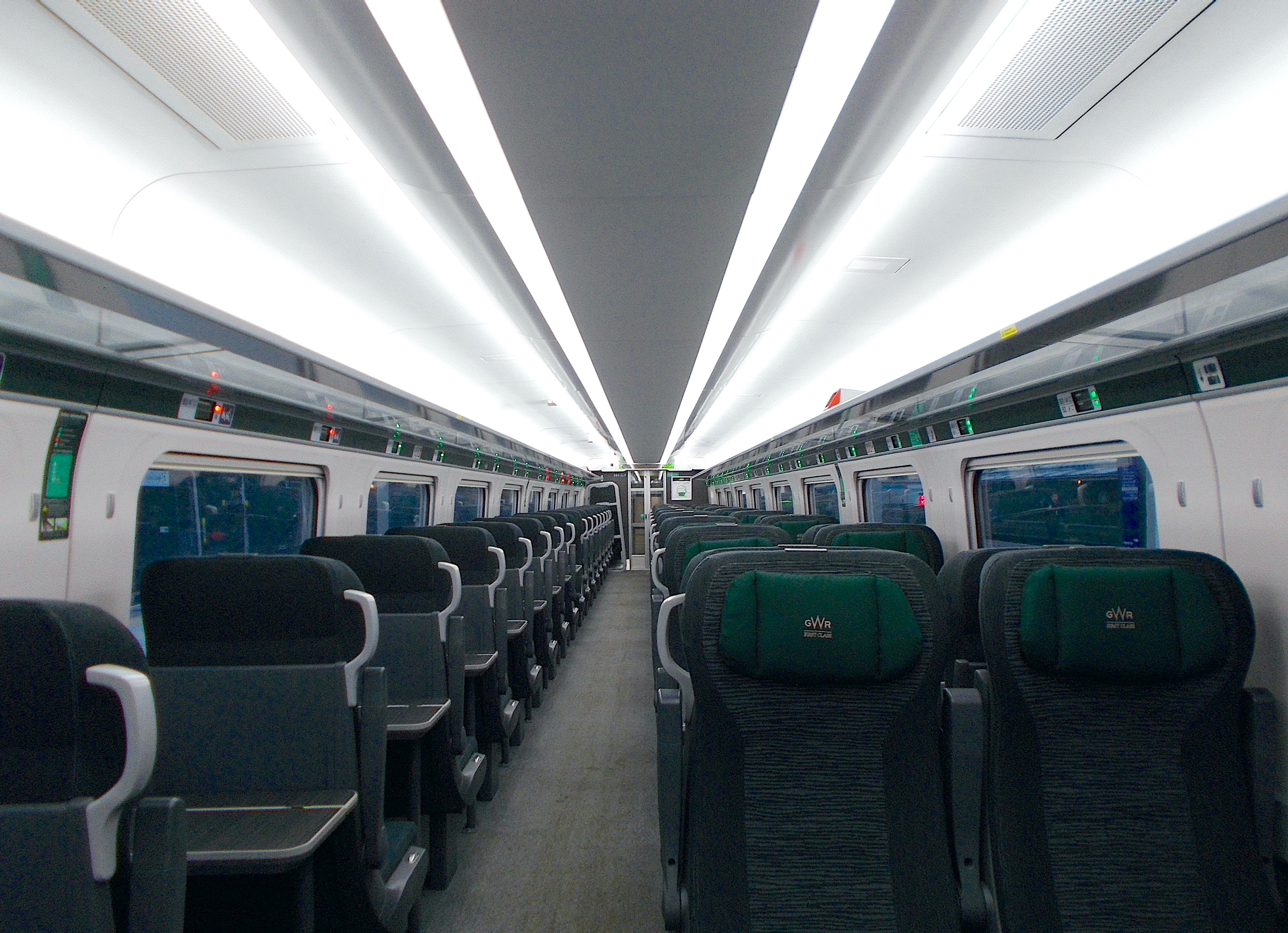
Aménagement intérieur de la première classe GWR.
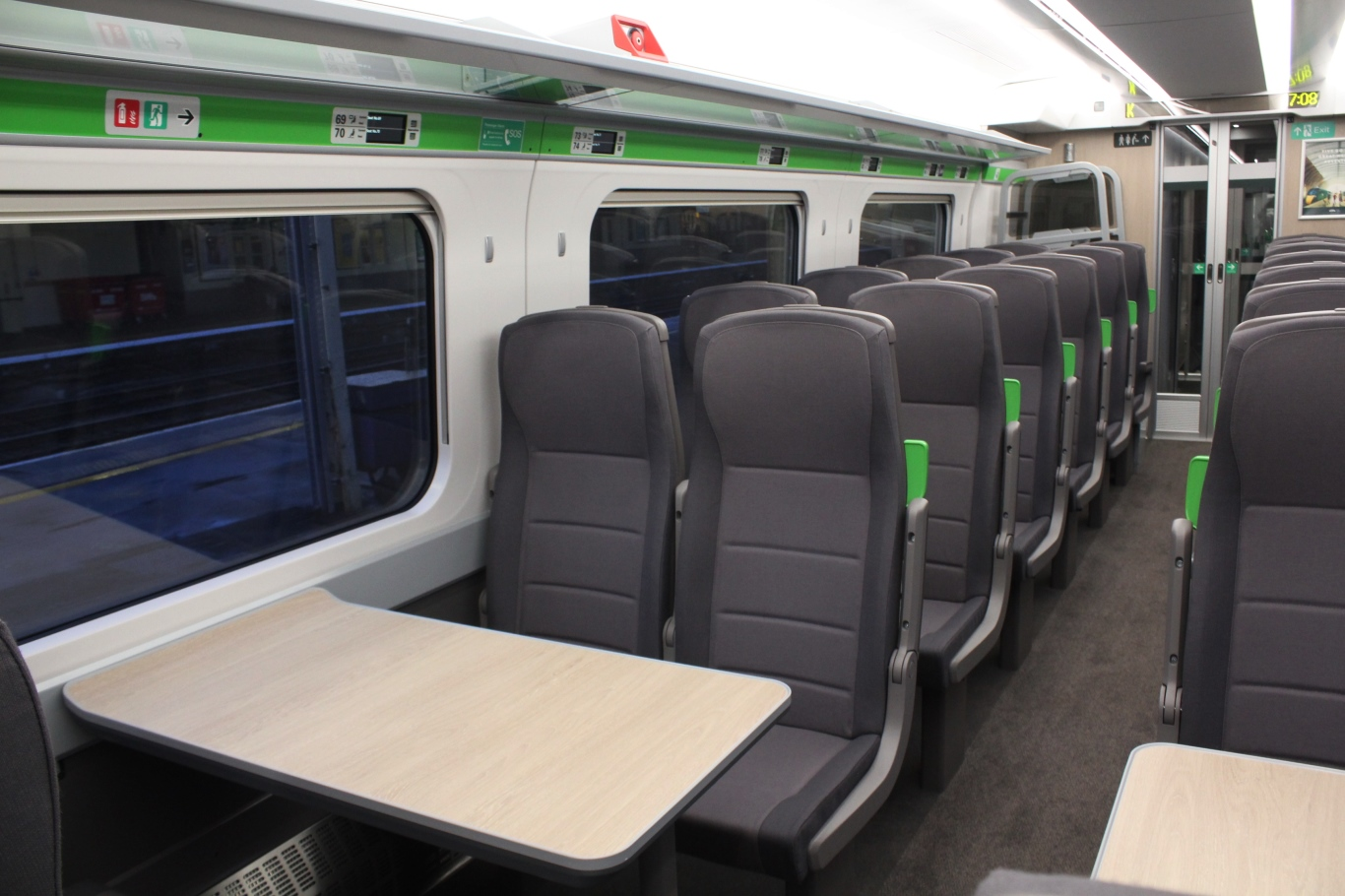
Seconde classe GWR. C'était la sellerie originale avant son remplacement dans la majorité des engins.
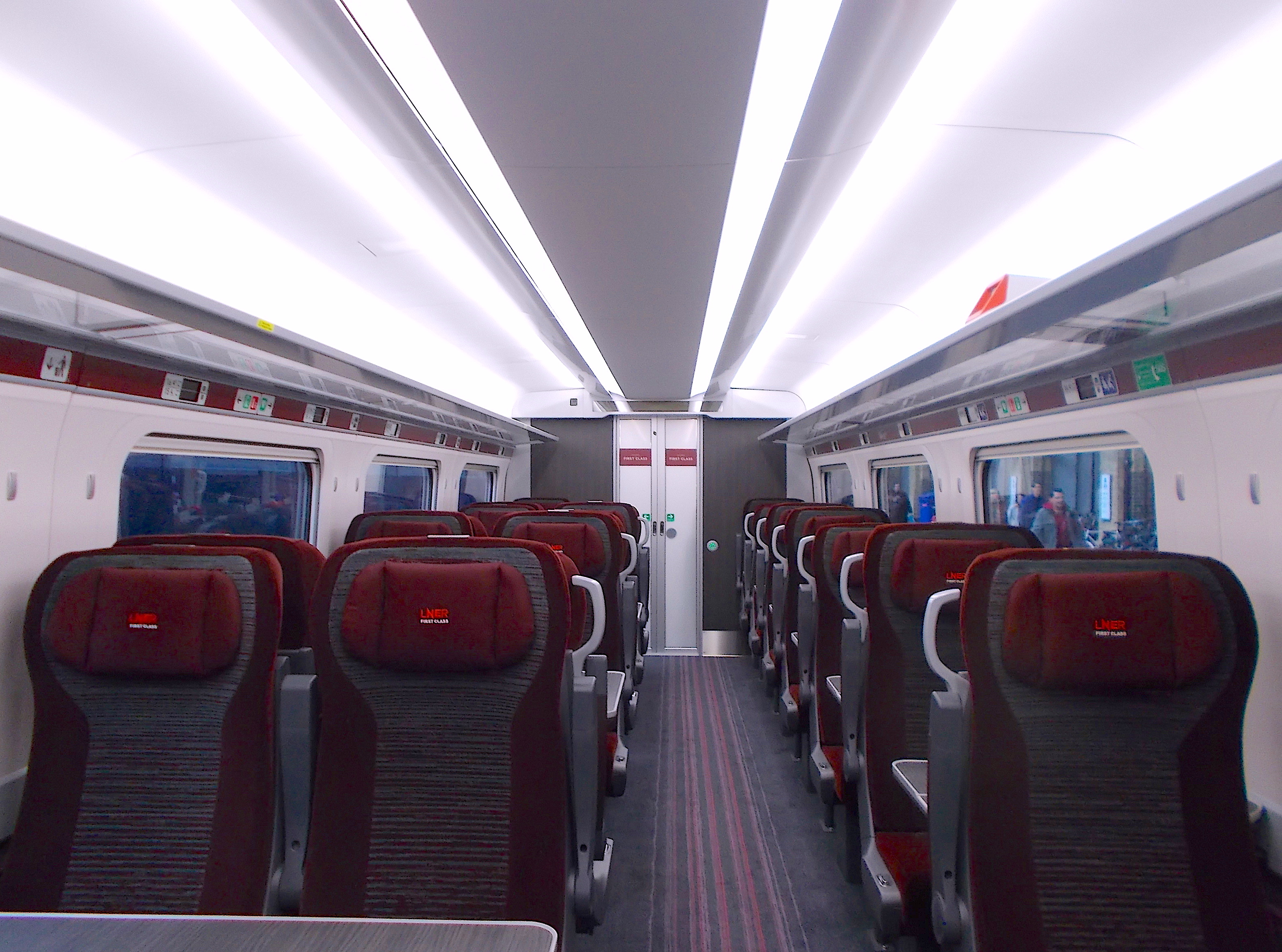
L'intérieur de première classe de LNER.
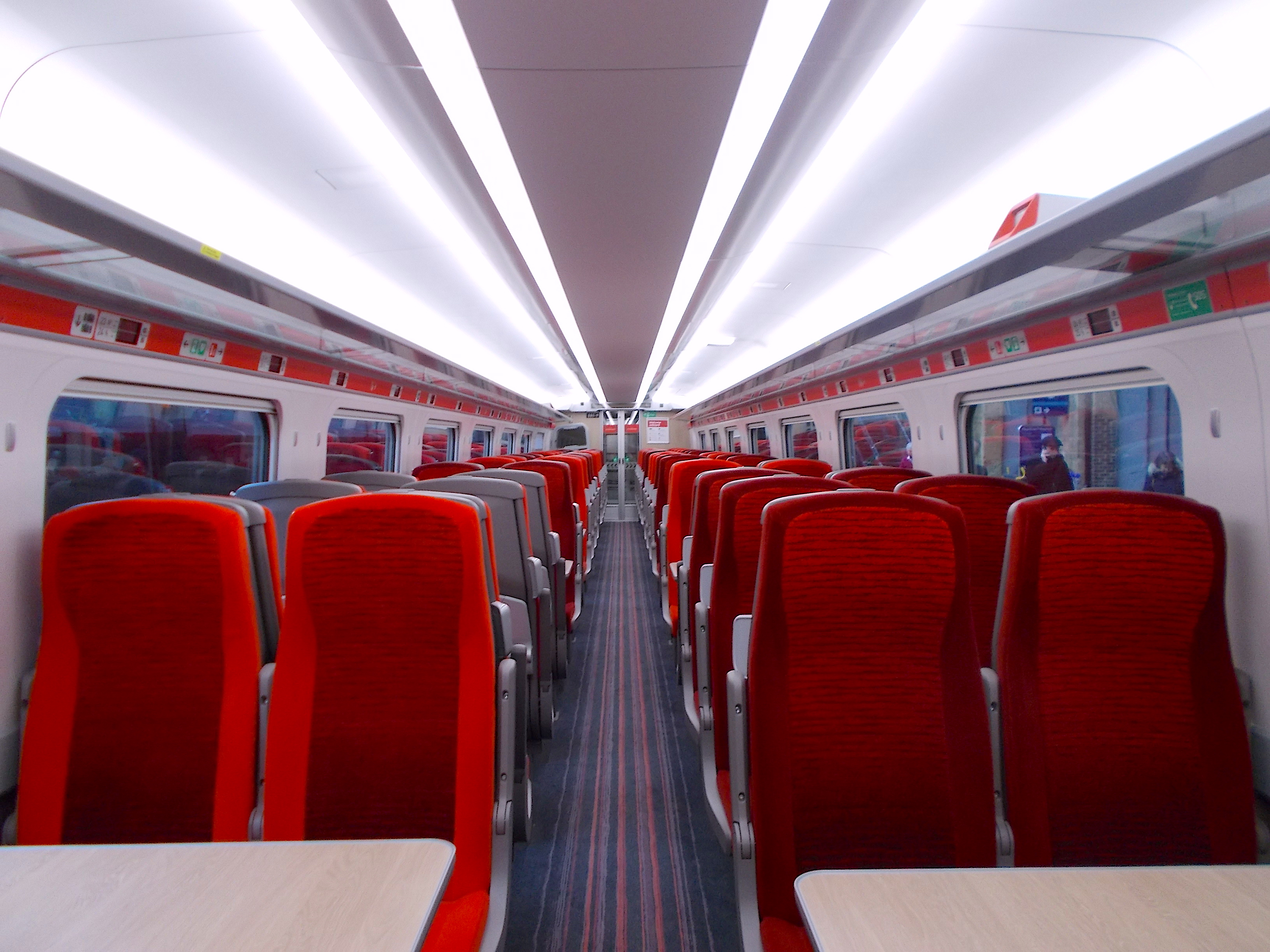
L'intérieur de 2de classe chez LNER.

L'aménagement des Class 800 a été appréciée à cause de l'espace et du plus grand nombre de sièges en 2de classe par rapport à ses prédécesseurs. Cependant, le confort des sièges est très critiqué sur les longs trajets, mais aussi la 1re classe critiquée par la disparition des sièges en cuir à cause des normes anti incendies, Les IET de GWR ont aussi reçu des critiques à la suite de la disparition de la voiture bar au profit d'une restauration à la place mais aussi une interdiction des planches de surf qui prenaient trop de place. En comparaison avec les IET, les Azuma de LNER ont un petit buffet avec d'autres points de l'intérieur étant similaires au deux compagnies[réf. non conforme].

## Accidents et incidents
- Le 13 novembre 2019, une Azuma LNER  (800109) a percuté une motrice Class 43 HST (43300) au Dépôt Neville Hill de Leeds. Ils circulaient à 24 km/h et 8 km/h respectivement, trois voitures de la Class 800 ainsi que la motrice avant et la motrice de queue du HST a été gravement endommagée. Le 18 novembre 2020, le Rail Accident Investigation Branch a indiqué dans son rapport que le conducteur était en cause, à la suite d'une formation non complète. Cependant, il a été indiqué que les Class 800 n'ont pas de casses majeures en dessous de 36 km/h, mais aussi en cas de déraillements[53],[54],[55],[56].

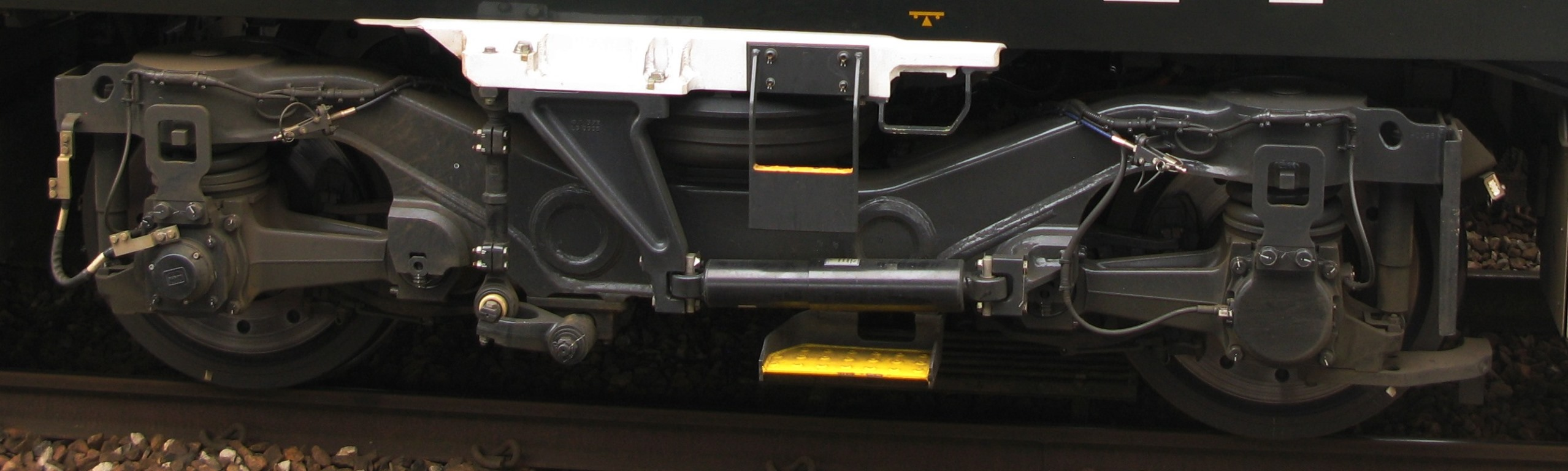
Un bogie de Class 800. La pièce blanche en haut est fixée à la caisse avec l'amortisseur triangulaire en dessous et la suspension en haut à droite.

- Un bogie de Class 800. La pièce blanche en haut est fixée à la caisse avec l'amortisseur triangulaire en dessous et la suspension en haut à droite. Le 26 avril 2021, GWR a temporairement retiré de ses Class 800 cinq voitures du service commercial après avoir découvert des craquelures dans l'amortisseur de lacet[57],[58].
- Le 8 mai 2021, GWR, LNER et Hull Trains ont suspendu la majorité de leurs Class 800 après avoir découvert des craquelures sur les suspensions impliquant une maintenance des IET[59] Cet incident est potentiellement lié au problème de GWR du 26 avril[60]. Cela a engendré de lourdes conséquences dont des annulations de trains de Londres, vers l'Écosse et l'ouest du Royaume-Uni[61],[62]. Des rapports indiquent que cela va durer un « certain temps », les réparations prenant un certain temps[59]. Depuis le 13 mai 2021, quelques trains sont retournés en service, mais un certain nombre demandent des réparations et une solution à long terme[63].

## Modélisme
En 2017, Hornby a annoncé à l'échelle OO la Class 800/0 Hitachi IEP Bi-Mode 5 caisses en livrée GWR.
Début 2021, Kato a sorti à l'échelle N-scale la Class 800/0 Hitachi IEP Bi-Mode 5 caisses en livrée GWR et la classe 800/2 LNER, .